# اولین رابطه او (فیلم)
اولین رابطه او (انگلیسی: Her First Affaire)یک فیلم درام بریتانیایی محصول سال ۱۹۳۲ به کارگردانی آلن دوان و با بازی آیدا لوپینو، جورج کرزن و دایانا ناپیر است. این فیلم بر اساس نمایشنامه‌ای به همین نام اثر فردریک جی. جکسون ساخته شده است که خود اقتباسی از نمایشنامه‌ای در سال ۱۹۲۷ به نام «اولین رابطه او» اثر مریل راجرز است.
داستان فیلم دربارهٔ دختری جوان و خودسر به نام مارگو مرتون است که عاشق یک رمان‌نویس به نام رونالد گوور می‌شود. مارگو به قدری شیفته رونالد است که خود را به خانه او می‌رساند و باعث ناراحتی نامزد قبلی خود، سرگرد گور، می‌شود. سرگرد گور برای اینکه مارگو را از این عشق کورکورانه نجات دهد، با همسر رونالد، آگاتا برنت، همدست می‌شود تا به مارگو نشان دهند که چقدر احمقانه رفتار کرده است.
فیلم «اولین عشق او» با دقت و ظرافت به بررسی موضوعاتی مانند عشق، وسوسه، خیانت  و رشد شخصی می‌پردازد.